# 애덤 프로젝트
《애덤 프로젝트》(영어: The Adam Project)는 2022년 공개된 미국의 SF 영화이다. 숀 레비 감독이 연출하고 라이언 레이놀즈, 마크 러펄로, 제니퍼 가너, 캐서린 키너, 조이 살다나가 출연했다.
2022년 3월 넷플릭스에서 공개되었다.

## 줄거리
2050년, 전투기 조종사 애덤 리드는 아내 로라를 구하기 위해 시간 여행 제트기를 훔쳐 2018년으로 향하려다 부상을 입고 2022년에 불시착한다. 그곳에서 그는 아버지의 죽음으로 힘들어하던 12살의 자신과 마주친다. 처음에는 서로를 믿지 못했지만, 미래의 애덤이 과거의 애덤만이 알 수 있는 개인적인 정보를 이야기하며 둘은 협력하게 된다.
미래의 애덤은 부상을 회복한 후, 어린 자신과 함께 2018년으로 가서 로라를 찾으려 한다. 하지만 그들을 쫓는 것은 미래 세계를 장악한 마야 소리안과 그녀의 조수 크리스토스였다. 로라는 이미 죽음을 위장하고 숨어지내고 있었지만, 그들의 추격을 피해 도망치던 중 소리안에게 희생당한다.
애덤들은 2018년으로 가서 시간 여행을 가능하게 한 아버지 루이스를 찾아 도움을 청하지만 거절당한다. 하지만 루이스는 마음을 바꿔 애덤들을 돕기로 한다. 그들은 소리안이 시간 여행 기술을 독점하는 것을 막기 위해 소리안 기술의 입자 가속기를 파괴하려 한다. 
가속기를 파괴해도 소리안이 가지고 있는 시간 여행 알고리즘이 있다면 시간 여행을 막을 수 없다는 것을 깨달은 그들은 알고리즘 메모리 장치를 파괴하기로 한다. 소리안이 어린 애덤을 인질로 잡는 위기 속에서, 미래의 애덤은 소리안을 방해하고, 어린 애덤은 스스로를 구출한다. 격렬한 싸움 끝에 크리스토스는 제거되지만, 소리안은 루이스를 위협한다. 이때, 전자기장으로 인해 빗나간 총알이 과거의 소리안을 죽이게 되고, 미래의 소리안은 존재 자체가 사라진다.
간신히 폭발하는 시설에서 탈출한 애덤과 루이스는 집으로 돌아가 화해의 시간을 갖는다. 애덤들은 각자의 시간대로 돌아가고, 2022년의 어린 애덤은 이전의 분노를 극복하고 어머니와 화해한다. 미래에는 훨씬 행복해진 애덤이 로라와 재회하고, 둘은 함께 미래를 향해 나아간다.

## 출연
- 라이언 레이놀즈 - 애덤 리드(2050년)
  - 워커 스코벨 - 애덤(2022년)
  - 아이제이아 헤이거트 - 애덤(2018년)
- 마크 러펄로 - 루이스 리드
- 제니퍼 가너 - 엘리 리드
- 캐서린 키너 - 마야 소리언(2050년)
  - 루시 게스트 - 소리언(2018년)
- 조이 살다나 - 로라 셰인
- 알렉스 말라리 주니어 - 크리스토스
- 브랙스턴 비어컨 - 레이
- 벤 윌킨슨 - 데릭